# Dinemoura latifolia
Dinemoura latifolia är en kräftdjursart som först beskrevs av Japetus Steenstrup och Christian Frederik Lütken 1861.  Dinemoura latifolia ingår i släktet Dinemoura och familjen Pandaridae. Inga underarter finns listade i Catalogue of Life.